# 舒拉-科皮伊夫西卡
48°40′51″N 28°39′42″E / 48.68083°N 28.66167°E
舒拉-科皮伊夫西卡（烏克蘭語：Шура-Копіївська），是烏克蘭的村落，位於該國西南部文尼察州，由圖利欽區負責管轄，始建於1543年，面積3.48平方公里，海拔高度264米，2001年人口1,233，人口密度每平方公里354.31人。